# Реанимация (альбом)
«Реанима́ция» (2005) — двадцать второй студийный альбом группы «Гражданская оборона». Вторая часть дилогии «Долгая счастливая жизнь/Реанимация»

## История создания
После довольно долгого творческого молчания (с 1997 года Гражданская Оборона не выпускала альбомов со своими песнями) лидер группы Егор Летов создал цикл из 28 песен, которую он сравнил с мини-оперой наподобие альбомов «The Wall» Pink Floyd и «The Lamb Lies Down on Broadway» Genesis. Источником вдохновения послужило попадание Летова в реанимацию, а тематикой — экстремальные и пограничные состояния человека.

Это состояние войны. Состояние невиданных страстей, чувственного, энергетического, духовного, психологического, физиологического, ментального кошмара. Эдакой войны, превозмогания бытия. Абсолютно экстремальное состояние.— Егор Летов.
Альбом оформлен коллажем, характерным для творчества Летова, на котором присутствуют в частности и члены группы. у Обложки Альбома существует три версии Одна Оригинальная и Две Фотошопных для Коллекционного Издания и Упрощенного Издания

## О композициях

### Крепчаем
На черновике песни есть пометка «нас бьют — мы крепчаем» — отсылка к известной поговорке. Припев песни — перефразированный афоризм Ницше «Что не убивает меня, то делает меня сильнее» из книги «Сумерки идолов».

### Они наблюдают
Летов декламирует стихотворение под атональный аккомпанемент. В черновиках имеет двойное название «За спиной (Где бы ты ни был)».

Гексаграмма № 8 Би

### Собаки
Песня была написана под впечатлением новостей о войне в Ираке. Ключевой образ взят из вспомнившейся Летову цитаты из «Песни Бытия» английского поэта и писателя Теда Хьюза.
В черновиках песни фигурирует второе название «Песня Бытия», посвящением: «Посв. Багдаду и всем следующим и предыдущим» и гексаграммой № 8 Би.

### Беспонтовый пирожок
Несмотря на то, что соавтором текста указан «народ», это песня Летова составленная по его словам, из различных цитат окружающих его людей:

На самом деле, конечно же, эта никакая не народная, это наша песня. Песня представляет собой «подслушанные» сентенции и всяческие правды-матки как от нас самих, так и от нашего окружения, персонала: шоферов, звукооператоров, работников гостиничного сервиса. По идее песня могла быть бесконечной, поэтому и окончательного текста её нет. Про сумку образ мой в измененном состоянии сознания. Про беспонтовый пирожок, единственный, оставшийся в наличии — это Колесовское. И т. д. В глобальном смысле песня абсолютно народная.
— Егор Летов.
Первое название песни в черновиках — «Беспонтовый колобок».

### Песня барсука
Инструментальная композиция, охарактеризованная Летовым как «житейско-воинственная». Летов не ответил на вопрос о названии песни, прокомментировав что «очень неспроста». Интересен факт сравнения Летова самого себя с барсуком, на вопрос в официальном сайте:

Я не занимаюсь принципиально новым. Каждый новый барсук, который проявляет себя как барсук — это не принципиально новый барсук…
Но это единственный барсук среди грызунов, травоядных, пресмыкающихся…
— Егор Летов. Ответы на вопросы посетителей официального сайта Гражданской Обороны, 24.11.04

### Нас много
Ранее название песни «Размножение личности». Летов так комментировал идею нескольких личностей в себе:

У меня бывает, например, что-то, что я думаю с утра, находится в смертельной конфронтации с тем, что я думаю в обед. А вечером ответ вообще из другого измерения. Я уже говорил и писал многократно, что из моих важнейших достижений и достояний — то, что меня одновременно ОЧЕНЬ МНОГО, во мне отлично уживаются и сосуществуют многочисленные, подчас абсолютно противоположные точки зрения. Поэтому мне никогда и не скучно с собой наедине. Это не касается общего вектора, направления, которое является собственно мной. В глобальном смысле я вообще не меняюсь. Во мне просто добавляется множественные «я».
— Егор Летов

### Любо
Летов исполняет на мотив старой народной песни «Любо, братцы, любо» «танковый» вариант текста. Он услышал этот вариант песни на сборнике музыки, записанным для него Максимом Семеляком, в исполнении Зиновия Гердта. По его словам, песня описывала отношение общественности к группе чуть ли не с самого её рождения.
Песня выделяется на фоне других композиций минималистичной аранжировкой (две наложенных друг на друга вокальных дорожки и две дорожки гитары с эффектом тремоло, расположенных по разным каналам).

### Реанимация
Наряду с песней «Долгая счастливая жизнь», Летов называл эту песню самым страшным произведением из всего цикла песен. В написании текста использовались отрывки из бреда умирающего солдата, записанные Летовым в омской больнице.

### Коса цивилизаций
Песня была написана под впечатлением одной из передач Александра Гордона. Идеи конца цивилизации и цикличности развития жизни на земле часто возникали в поздних интервью Летова. В записи использовано реверс-соло, которое Летов считал одним из важнейших достижений психоделической музыки:

В этом есть нечто жуткое, внеличностное, так как человек в нормальном состоянии не может мыслить в обратную сторону.— Егор Летов

### Солнце неспящих
Раннее название песни «Давай!». Летов декламирует стихотворение под мелодию «The Lonely Shepherd» (рус. Одинокий пастух) Замфира Георге, сыгранную Гражданской Обороной. На вопрос посетителя о схожести образов «Они наблюдают»
и «Солнца неспящих» Летов дал такой ответ:

<Вопрос> «… и ОНИ наблюдают» и «… и я ИХ увидел»
«ОНИ» и «ИХ» — это одни и те же? И кто ОНИ?

<Егор Летов> — Нет, это не одни и те же! Те, кто ОНИ НАБЛЮДАЮТ, с ними лучше вообще не встречаться и ничего о них не знать. А с теми, которые Я ИХ УВИДЕЛ, лучше не расставаться.— Егор Летов. Ответы на вопросы 26.06.2006
(24.11.2003)

### Убивать
Песня также имеет второе название «Теория катастроф». Одна из первых песен написанных для цикла альбомов. По словам Летова, песня посвящена «глобальным природным стихиям», наблюдающим за человечеством и периодически выносящим вердикт «Переключить на черно-белый режим и убивать!». Ключевая фраза песни «постигая такое, что не хочется жить». Также в песне встречается речитативный отрывок, поясняющий отношение Летова к праздничным датам.
В массовом «дешёвом» издании, концовка песни обрезана по инициативе группы. В ней Летов зачитывает отрывки из переписки Нестора Махно и Петра Аршинова, а также фрагменты программного сочинения Летова «Как в покинутом городе» (один из вариантов этого текста звучит в композиции «Так» с альбома «Невыносимая лёгкость бытия»).

### После нас
Раннее название песни «В темноте». 

## Отзывы и критика
- Максим Семеляк в журнале «Афиша» дал образную и восторженную оценку альбому, особо выделив песню «Реанимация».[5]
- Андрей Бухарин в журнале «Rolling Stone Russia» дал диску высшую оценку в пять баллов, сравнив с «гулом катящейся лавины, громовым знаком, что даже само время наше устало от себя, лживого и аморального». Ключевыми треками были названы: «Крепчаем», «Собаки», «Беспонтовый пирожок», «Убивать» и «Коса цивилизаций».[1]
- В интернет-издании «Правая. RU» Денис Ступников оценивал альбом в православном ключе. Он отметил, что «неофитам принять и постичь „Реанимацию“ будет куда как проще, нежели „ДСЖ“<Долгую счастливую жизнь>», материал — «светлее, легче и трезвее», сделав вывод, что альбом «об ужасе, убогости и губительности пограничных состояний сознания, достигнутых искусственным путём».[13]
- В рецензии на сайте «Томск. Афиша» Александр Арляпов отметил лаконичные поэтические образы, улучшение студийной записи, пошедшие, по его словам, на пользу «яростной и колючей» музыке Гражданской Обороны. В сравнении с предыдущим альбомом автор назвал «Реанимацию» более размеренной и основательной записью, также похвалив психоделическое оформление.[14]
- В журнале «Огонёк» автор под псевдонимом «Диджей ТАГАНКА» по пунктам рассматривает альбом. О тематике альбома автор замечает, что несмотря на кажущуюся злободневность, альбом описывает летовский мир, не имеющий общего с реальностью (очередная «Россия, которую мы недопотеряли»). Настрой пластинки характеризован как «зверский». Из плюсов автор отмечает отличную вокальную и лирическую форму Летова, из минусов — вторичность тематики, не разделяя восторг других критиков.[15]
- На сайте «InterMedia» Алексей Мажаев дает положительный обзор, отмечая узнаваемый стиль «Гражданской Обороны», однако считает альбом менее монолитным, чем предыдущий: «Возможно, было бы лучше выпустить эту дилогию в виде двойного альбома — тогда прошлогодний удар по поклонникам Гражданской обороны был более концентрированным». В числе прочих были отмечены «Со скоростью мира», «Крепчаем» и две финальные композиции. Особо отмечен «боевик» «Убивать», за который, по мнению автора, ортодоксальные поклонники простят Егору Летову творческие метания в альбоме.[16]
- Игорь Масленников на сайте «Ухо Москвы» в своей рецензии рассматривал альбомы «Долгая счастливая жизнь» и «Реанимация» вместе, отметив, что «в новых альбомах Обороны полно слабых песен» и песни посвящённые «той стороне» гениальны, а «этой» безжизненны. Сравнив Летова с раненным медведем который «опасен, умён и зол», также заметил, что он не чувствует слабости и несвежести многих новых песен.[17]

## Список композиций
| №   | Название              | Автор(ы)                     | Длительность |
| --- | --------------------- | ---------------------------- | ------------ |
| 1.  | «Со скоростью мира»   | Егор Летов                   | 3:12         |
| 2.  | «Крепчаем»            | Егор Летов                   | 3:02         |
| 3.  | «Они наблюдают»       | Егор Летов, Наталья Чумакова | 2:15         |
| 4.  | «Собаки»              | Егор Летов                   | 5:55         |
| 5.  | «Беспонтовый пирожок» | Народ, Егор Летов            | 3:11         |
| 6.  | «Небо как кофе»       | Егор Летов                   | 3:01         |
| 7.  | «Песня барсука»       | Егор Летов                   | 4:07         |
| 8.  | «Нас много»           | Егор Летов                   | 4:13         |
| 9.  | «Любо»                | Неизвестный автор            | 2:48         |
| 10. | «Реанимация»          | Егор Летов                   | 4:12         |
| 11. | «Коса цивилизаций»    | Егор Летов                   | 2:51         |
| 12. | «Солнце неспящих»     | Егор Летов, Джеймс Ласт      | 1:33         |
| 13. | «Убивать»             | Егор Летов                   | 8:44         |
| 14. | «После нас»           | Егор Летов                   | 2:54         |

## Участники записи
- Егор Летов — голоса, гитары, ударные
- Александр Чеснаков — гитары, орган
- Наталья Чумакова — бас, орган
- Александр Андрюшкин — ударные

Записано и сведено Е. Летовым, Н. Чумаковой и А. Чеснаковым в ГрОб-студии: март 2003 — июнь 2004 

Мастеринг: Н. Чумакова